# チシマゼキショウ
チシマゼキショウ（千島石菖、学名：Tofieldia coccinea ）はチシマゼキショウ属の常緑 の多年草。別名、クロミノイワゼキショウ、クロミゼキショウ、リシリゼキショウ。

## 特徴
花茎の高さは、5-15cmになり、1-2個の小型の茎葉をつける。根出葉は、長さ2-10cm、幅2-3mmになる剣形で、先端は鋭くとがり、縁は細かい突起がありざらつく。
花期は7-8月。花茎の上に短い総状花序がつき、数個から10数個の花をつけ、花は開出するか斜め下向きに開く。花柄は長さ1mmと短い。花被片は長さ2-3mmの長楕円形で、白色でかすかに紫色を帯びる。雄蕊は花被片と同長で6個あり、葯は黄褐色から赤褐色。花柱は3個ある。果実は蒴果で径3mmの球形で、斜め下向きにつく。

## 分布と生育環境
日本では、北海道、本州の中部地方以北に分布し、高山帯の岩礫地や岩のすき間に生育する。外国では、千島、樺太、中国北部、アリューシャン、カムチャツカ、シベリア、アラスカ、カナダまで広い範囲に分布しており、変異が多い。

## シノニム
- Tofieldia coccinea Richards. f. rishiriensis (Miyabe et Kudô) Sugim.
- Tofieldia coccinea Richards. f. fusca (Miyabe et Kudô) Q.S.Sun
- Tofieldia coccinea Richards. var. fusca (Miyabe et Kudô) H.Hara
- Tofieldia fusca Miyabe et Kudô
- Tofieldia nutans Willd. ex Schult. et Schult.f.
- Tofieldia nutans Willd. ex Schult. et Schult.f. var. fusca (Miyabe et Kudô) Koidz.

## 下位分類
- チャボゼキショウ（アポイゼキショウ）Tofieldia coccinea Richards. var. kondoi (Miyabe et Kudô) H.Hara -花茎は高さ6-21cm、花柄が1.5-2mmと長く、葯が紫色を帯びる。北海道、本州の中部地方以北に分布し、山地から亜高山帯の石灰岩地や蛇紋岩地に生育する[2]。アポイ岳のものが基準標本[2]。
- ゲイビゼキショウ Tofieldia coccinea Richards. var. geibiensis (M.Kikuchi) H.Hara　-花茎は高く、高さ15-25cm、花柄が6-10mm。花被片より雄蕊の方が長い。岩手県の猊鼻渓から発見が報告されたもの。絶滅危惧IB類(EN)。
- アッカゼキショウ Tofieldia coccinea Richards. var. akkana (T.Shimizu) T.Shimizu　–外花被片が内花被片より短い特徴がある。岩手県の岩泉町安家から発見が報告されたもの。絶滅危惧IA類(CR)。
- ハコネハナゼキショウ[6]（ミヤマゼキショウ、ナガエチャボゼキショウ） Tofieldia coccinea Richards. var. gracilis (Franch. et Sav.) T.Shimizu -絶滅危惧IA類(CR)。

## ギャラリー
- 花茎は根出葉のわきから伸びる [7]。
- 花茎に小型の葉がつく。